# Chrysolina zamotajlovi
Chrysolina zamotajlovi é uma espécie de artrópode pertencente à família Chrysomelidae.